# Inheon-dong
Inheon-dong (koreanska: 인헌동) är en stadsdel i Sydkoreas huvudstad Seoul. Den ligger i stadsdistriktet Gwanak-gu i den sydvästra delen av staden.